# 熊吉单趾鼬鳚
熊吉单趾鼬鳚（学名：Monomitopus kumae）为蛇鳚科单趾鼬鳚属的鱼类，俗名库马鼬鱼。分布于日本南部三崎、土佐湾到九州海岑等水深605至700米的深海区以及自东海琉球海沟北部到台湾北部较深海区等，属于西北太平洋亚热带水深250至990米海区中等大的底层鱼类。该物种的模式产地在日本Misaki。

## 扩展阅读
維基物種上的相關：熊吉单趾鼬鳚